# Victor Bendix
Víctor Emanuel Bendix (Copenhague, 17 de mayo de 1851-íb., enero de 1926) fue un  compositor, director de orquesta y pianista judío danés. Tuvo como maestro a Niels Gade.
También fue amigo de Carl Nielsen, que le dedicó su Suite sinfónica para piano (1894) a Bendix.

## Obras seleccionadas
- Sinfonías
  - Sinfonía n.º 1, op. 16, "Fjældstigning" (Escalada de montaña) en do mayor (1882)[2][3]
  - Sinfonía n.º 2, op. 20 "Sommerklange fra Sydrusland" (Sonidos de verano desde el sur de Rusia) en re mayor (1888)[2][3]
  - Sinfonía n.º 3, op. 25 en la menor (1895)[2][3]
  - Sinfonía n.º 4, op. 30 in re menor (1904-5)[4] (estreno estadounidense por la Orquesta Sinfónica de Boston, 26 de abril de 1907 dirigido por Karl Muck)[5]
- Obras concertantes
  - Concierto para piano en sol menor, op. 17 (1884)[6]
- Obras orquestales
  - Danza suite in a, op. 29 (1903)[4] (interpretación dirigida por el propio Bendix en 1921)
- Música de cámara 
  - Trío con piano en la mayor, op. 12 (1877)[4]
  - Sonata para piano en sol menor, op. 26 (publicado en 1901)[7]
  - Intermezzo para piano (publicado en 1916)